# Jhinjhana
Jhinjhana è una suddivisione dell'India, classificata come nagar panchayat, di 17.655 abitanti, situata nel distretto di Muzaffarnagar, nello stato federato dell'Uttar Pradesh. In base al numero di abitanti la città rientra nella classe IV (da 10.000 a 19.999 persone).

## Geografia fisica
La città è situata a 29° 31' 0 N e 77° 13' 0 E e ha un'altitudine di 242 m s.l.m..

## Società

### Evoluzione demografica
Al censimento del 2001 la popolazione di Jhinjhana assommava a 17.655 persone, delle quali 9.446 maschi e 8.209 femmine. I bambini di età inferiore o uguale ai sei anni assommavano a 3.359, dei quali 1.779 maschi e 1.580 femmine. Infine, coloro che erano in grado di saper almeno leggere e scrivere erano 8.748, dei quali 5.362 maschi e 3.386 femmine.